# Щербаково (Липецкая область)
Щербаково — деревня сельского поселения Сотниковский сельсовет Краснинского района Липецкой области.

## Население
| 2010 |
| ---- |
| 252  |

## Улицы
- Лесная ул.
- Мира ул.
- Молодёжная ул.
- Садовая ул.
- Центральная ул.

## Инфраструктура
- Пожарно-спасательный пост. Открыт 15 сентября 2010 года